# Ourapteryx kernaria
Ourapteryx kernaria là một loài bướm đêm trong họ Geometridae.